# Ravenscourt Park
Ravenscourt Park est un parc situé dans le quartier de Hammersmith, dans l'ouest de Londres. D'une superficie de 8,3 hectares, il est l'un des parcs phares du borough de Hammersmith et Fulham, ayant remporté le Green Flag Award. Les stations de métro Stamford Brook et Ravenscourt Park en sont proches.